# Turbina velutina
Turbina velutina är en vindeväxtart som först beskrevs av Martens och Gal., och fick sitt nu gällande namn av Guy Edouard Roberty. Turbina velutina ingår i släktet Turbina och familjen vindeväxter. Inga underarter finns listade i Catalogue of Life.